# إسحاق أوكورونكوو
إسحاق أوكورونكوو (بالإنجليزية: Isaac Okoronkwo)‏ (مواليد 1 مايو 1978) هو لاعب كرة قدم. يلعب مع منتخب نيجيريا لكرة القدم. سبق له أن لعب في كأس العالم لكرة القدم مع منتخب بلاده.

## روابط خارجية
- إسحاق أوكورونكوو على موقع الاتحاد الدولي (مؤرشف)  (الإنجليزية)
- إسحاق أوكورونكوو على موقع اتحاد أوكرانيا (الإنجليزية)
- إسحاق أوكورونكوو على موقع قاعدة بيانات كرة القدم.إي يو (الإنجليزية)
- إسحاق أوكورونكوو على موقع ناشيونال فوتبول تيمز (الإنجليزية)
- إسحاق أوكورونكوو على موقع Soccerway.com (الإنجليزية)
- إسحاق أوكورونكوو على موقع عالم كرة القدم.نت (الإنجليزية)
- إسحاق أوكورونكوو على موقع كووورة
- إسحاق أوكورونكوو على موقع أوليمبيديا (الإنجليزية)